# Richard Torriani
Richard Torriani (tudi Riccardo Torriani ali Bibi Torriani), švicarski hokejist, * 1. oktober 1911, Švica, † 3. september 1988, Chur, Švica. 
Torriani je bil hokejist klubov EHC St. Moritz in HC Davos v švicarski ligi in švicarske reprezentance, s katero je nastopil na treh olimpijskih igrah, kjer je osvojil dve bronasti medalji, več svetovnih prvenstvih, na katerih je osvojil eno srebrno in tri bronaste medalje, ter več evropskih prvenstvih, na katerih je osvojil eno bronasto medaljo.